# دانييل ستريندل
دانييل ستريندل (بالألمانية: Daniel Stendel)‏ (4 أبريل 1974 بفرانكفورت في ألمانيا - ) هو مدرب كرة قدم ولاعب كرة قدم ألماني في مركز الهجوم. لعب مع نادي سانت باولي ونادي هامبورغ وهانوفر 96 ونادي هامبورغ 2 ‏ وغوترسلوه 2000 ‏ ونادي مبن ‏.

## وصلات خارجية
- دانييل ستريندل على موقع قاعدة بيانات كرة القدم.إي يو (الإنجليزية)
- دانييل ستريندل على موقع بيانات كرة القدم. دي إي (الألمانية)
- دانييل ستريندل على موقع عالم كرة القدم.نت (الإنجليزية)